# Zhou Yuelong
Zhou Yuelong (n. 24 ianuarie 1998, Chengdu, Republica Populară Chineză) este un jucător chinez de snooker.  
A disputat o semifinală a Mastersului European în 2017 la Lommel. A realizat breakul maxim de două ori, la Openul Indian din 2019 și la Openul Scoțian din 2020. 
Se antrenează alături de Yan Bingtao și Zhao Xintong la Sheffield în Anglia.

## Finalele carierei

### Finale în turnee de clasament: 3
| Rezultat | Nr. | An   | Competiție              | Adversar în finală | Scor |
| Finalist | 1.  | 2020 | Mastersul European      | Neil Robertson     | 0–9  |
| Finalist | 2.  | 2020 | Snooker Shoot Out       | Michael Holt       | 0–1  |
| Finalist | 3.  | 2022 | Openul Irlandei de Nord | Mark Allen         | 4–9  |

### Finale în turnee invitaționale: 1
| Rezultat | Nr. | An   | Competiție          | Adversar în finală | Scor |
| Finalist | 1.  | 2018 | Championship League | John Higgins       | 2–3  |

### Finale Pro-am: 2 (1 titlu)
| Rezultat   | Nr. | An   | Competiție              | Adversar în finală | Scor |
| Finalist   | 1.  | 2016 | Fuzhou Open             | Zhang Anda         | 1–5  |
| Câștigător | 1.  | 2018 | Zibo International Open | Yan Bingtao        | 5–2  |

### Finale pe echipe: 4 (2 titluri)
| Rezultat   | Nr. | An   | Competiție            | Echipă                              | Adversar(i) în finală                       | Scor |
| Câștigător | 1.  | 2015 | Cupa Mondială         | China B                             | Scoția                                      | 4–1  |
| Finalist   | 1.  | 2017 | CVB Snooker Challenge | China                               | Marea Britanie                              | 9–26 |
| Câștigător | 2.  | 2018 | Macau Masters         | Barry Hawkins Ryan Day Zhao Xintong | Mark Williams Joe Perry Marco Fu Zhang Anda | 5–1  |
| Finalist   | 2.  | 2019 | Cupa Mondială         | China B                             | Scoția                                      | 0–4  |

### Finale la amatori: 2 (1 titlu)
| Rezultat   | Nr. | An   | Competiție                 | Adversar în finală | Scor |
| Finalist   | 1.  | 2013 | Campionatul Mondial Sub-21 | Lu Ning            | 4–9  |
| Câștigător | 1.  | 2013 | Campionatul Mondial        | Zhao Xintong       | 8–4  |